# Madhouse (attrazione)

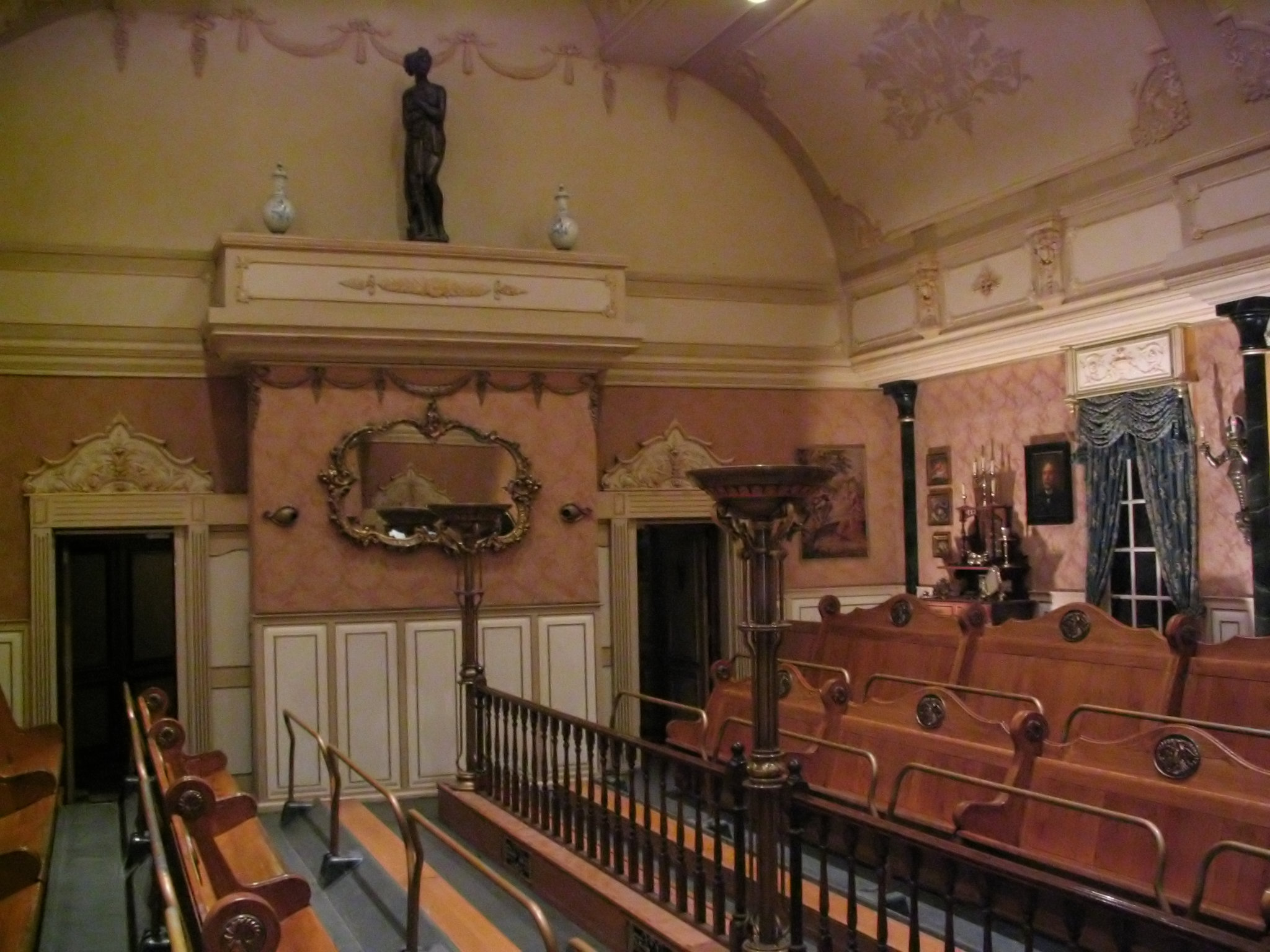
Villa Volta, la prima Madhouse al mondo

La Madhouse è un'attrazione prodotta dall'azienda olandese Vekoma. Essa crea un'illusione ottica e fisica ed è composta da alcune file di sedili poste su una "gondola", all'interno di un involucro rotante. Mediante la rotazione delle pareti, l'attrazione crea l'impressione di trovarsi a testa in giù.
Le Madhouse sono spesso tematizzate: molte di queste attrazioni hanno un pre-show, che mostra gli eventi che portano la casa a girare su se stessa.
La parte principale è composta dalla gondola, che può inclinarsi solo di 30° (o 15° a seconda dei modelli) da entrambe le parti. Pochi secondi dopo l'inizio, anche le pareti esterne inizieranno a muoversi, in sintonia con la parte interna, dando perciò l'illusione allo spettatore di finire sempre più in alto. Verso la fine, le pareti compiono spesso un giro completo di 360°. In molte Madhouse l'illuminazione cambia: Villa Volta di Efteling, ad esempio, prevede una sequenza di luci lampeggianti quando si sta per compiere un giro di 360°.

## Installazioni
- El Hotel Embrujado, Parque Warner Madrid
- Hex – The Legend of the Towers, Alton Towers
- The Haunting, Drayton Manor
- Haunted Swing, Blackpool Pleasure Beach
- Villa Volta, Efteling
- Houdini's Great Escape, Six Flags Great Adventure
- Houdini's Great Escape, Six Flags New England
- House Speed, Gameland
- Magic House, Gardaland
- Maison Houdini, Rainbow MagicLand
- Feng Ju Palace, Phantasialand
- Houdini's Magische Huis, Bellewaerde Park
- Fluch Der Kassandra, Europa-Park